# Kantar Polska
Kantar Polska S.A. – agencja badawcza zajmująca się badaniem rynku, analizą danych, doradztwem oraz badaniem opinii publicznej, powstała w wyniku połączenia agencji Millward Brown i TNS Polska.

## Historia
Kantar Polska S.A. jest członkiem międzynarodowej grupy Kantar – firmy specjalizującej się w dziedzinie danych, wiedzy i usług doradczych. Działa w obrębie dyscyplin badań i doradztwa, a jej firmy, zatrudniające 30 tys. osób, dostarczają wiedzy i formułują strategie biznesowe dla korporacji i instytucji publicznych w 100 krajach. Firma Kantar należy do grupy kapitałowej Bain i WPP, a z jej usług korzysta ponad połowa firm z listy Fortune Top 500.
W roku 1958, na fali postalinowskiej odwilży, powstał Ośrodek Badania Opinii Publicznej (OBOP). W 1994 roku OBOP odłączył się od dotychczasowego właściciela telewizji publicznej, a w 1998 stał się częścią międzynarodowej grupy TNS. W 1990, rok po obradach Okrągłego Stołu, powstał pierwszy w Polsce prywatny instytut badań rynkowych SMG/KRC Poland, który w roku 2000 wszedł do międzynarodowej grupy badawczej Millward Brown. Od 2019 wszystkie instytuty działają na polskim rynku pod wspólną marką Kantar.
Rebranding i ujednolicenie nazw były jedną ze zmian towarzyszących powstaniu marki Kantar w Polsce. Wcześniej wprowadzono m.in. Kantar Marketplace – globalną platformę umożliwiającą zakup badań i wiedzy na żądanie.
W roku 2020 Kantar Polska S.A. notowano jako drugą największą agencją badawczą w Polsce pod względem przychodów. W 2019 roku nagrodzono ją Złotym Pucharem Pytii za jakość sondaży wyborczych, także w 2020 roku otrzymała wyróżnienie w konkursie o Puchar Pytii w kategorii sondaże. Znalazła się poza tym w gronie 50 najbardziej medialnych marek w Polsce w trzeciej edycji konkursu Top Marka.